# 감염 (노래)
〈감염〉은 2014년 9월 15일에 발매한 국카스텐의 싱글 음반이다. 2집 앨범《FRAME》에 수록된 곡으로 디지털 싱글로 선공개하였다.

## 설명
'감염'은 온전치 못한 형상으로 왜곡이 된 팩트(fact)가 우리 주변을 맴돈다는 이야기로, 사람들 사이에 서서히 전이되는 픽션(fiction)을 '감염'이라는 소재를 통해 사실과 허구란 무엇인지, 눈에 보이지 않는 누군가 뱉어 버린 저 혐의와 현상의 근저가 무엇인지를 묻는다.

## 수록곡
| #  | 제목     | 작사   | 작곡   | 편곡     | 재생 시간 |
| -- | -------- | ------ | ------ | -------- | --------- |
| 1. | 〈감염〉 | 하현우 | 하현우 | 국카스텐 | 3:52      |